# Lone Jack (Misuri)
Lone Jack es una ciudad ubicada en el condado de Jackson en el estado estadounidense de Misuri. En el Censo de 2010 tenía una población de 1050 habitantes y una densidad poblacional de 108,22 personas por km².

## Geografía
Lone Jack se encuentra ubicada en las coordenadas 38°52′21″N 94°10′27″O / 38.87250, -94.17417. Según la Oficina del Censo de los Estados Unidos, Lone Jack tiene una superficie total de 9.7 km², de la cual 9.7 km² corresponden a tierra firme y (0%) 0 km² es agua.

## Demografía
Según el censo de 2010, había 1050 personas residiendo en Lone Jack. La densidad de población era de 108,22 hab./km². De los 1050 habitantes, Lone Jack estaba compuesto por el 94.29% blancos, el 2% eran afroamericanos, el 0.86% eran amerindios, el 0.48% eran asiáticos, el 0.1% eran isleños del Pacífico, el 0.48% eran de otras razas y el 1.81% pertenecían a dos o más razas. Del total de la población el 1.24% eran hispanos o latinos de cualquier raza.